# Chronologie de la Tunisie
 (février 2014).
Cette page présente une chronologie de la Tunisie :

## Ère antique
- 1100 av. J.-C. : fondation des premiers comptoirs phéniciens
- 814 av. J.-C. : Carthage est fondée, d'après la légende, par des colons phéniciens conduits par la reine Didon (princesse de Tyr).
- 480 av. J.-C. : défaite carthaginoise à Himère en Sicile devant l'armée de Gélon de Syracuse
- 264-146 av. J.-C. : trois guerres contre Rome, passées à la postérité sous le nom des guerres puniques, sont engagées et donnent lieu, entre autres, à l'expédition conduite par Hannibal Barca à travers les Alpes (218-202 av. J.-C.).
- 146 av. J.-C. : destruction de Carthage par Scipion Émilien
- 27 av. J.-C. : l'Afrique du Nord devient une province romaine.
- IIIe siècle : christianisation de l'Afrique
- 439 : Carthage est prise par les Vandales sous la conduite de Genséric, marquant le début de leur domination en Afrique du Nord.

## Moyen Âge
- 533 - 647 : Carthage est reprise par les Byzantins qui instaurent leur domination.
- 647 : invasion arabe
- 661 : début du règne de la dynastie des Omeyyades
- 670 : Kairouan est fondée par Oqba Ibn Nafi Al Fihri.
- 698 : Les Arabes conquièrent définitivement [Carthage, mettant fin à l'exarchat byzantin en Afrique du Nord.
- 750 : fin du règne de la dynastie des Omeyyades et début du règne de la dynastie des Abbassides
- 800 : début du règne de la dynastie des Aghlabides
- 876 : fondation de Raqqada
- 909 : fin du règne de la dynastie des Aghlabides
- 910 : arrivée de Ubayd Allah al-Mahdi à Kairouan et propagation du chiisme au Maghreb.
- 916 - 921 : fondation de Mahdia
- 946 - 969 : les Fatimides unifient le Maghreb.
- 973 : départ des Fatimides pour Le Caire et début du règne de la dynastie des Zirides
- 1016 -1017 : massacres de chiites au Maghreb
- 1148 (2 juillet) : les forces armées de Roger II, roi de Sicile, attaquent et prennent la ville de Sousse sans trop de dégâts.
- 1050 - 1052 : invasion des Hilaliens
- 1152 : fin du règne de la dynastie des Zirides
- 1160-1228 : Les Almohades, dynastie berbère, dominent le Maghreb et l' Andalousie musulmane, incluant la Tunisie, avec Tunis comme centre administratif régional.
- 1236 : les Hafsides, vassaux des Almohades, se déclarent indépendants et fondent une nouvelle dynastie à Tunis.
- 1270 : meneur de la huitième croisade, le roi Louis IX de France débarque à Carthage. Il meurt le 25 août de dysenterie durant le siège de Tunis.
- 1332 : Naissance à Tunis d’Ibn Khaldoun, historien et penseur, auteur de la Muqaddima, considéré comme un des fondateurs de la sociologie et de l’historiographie modernes.

## Époque moderne
- 1534 : Khayr ad-Din Barberousse, corsaire ottoman, prend Bizerte, La Goulette et Tunis aux Hafsides. La Tunisie est déclarée territoire turc.
- 1535 : Charles Quint chasse Khayr ad-Din Barberousse de Tunis. La conquête de Tunis fait passer la Tunisie sous domination espagnole.
- 1574 : Sinan Pacha reprend Tunis aux Espagnols. La bataille de Tunis rend la Tunisie annexée à l'Empire ottoman et devient un pachalik.
- 1577 (28 mai) : Henri III de France signe à Chenonceau des lettres patentes créant un consulat de France à Tunis. Il doit défendre les intérêts commerciaux français contre la piraterie et lutter contre l'esclavage des chrétiens.
- 1585 (27 avril) : le capitaine Thomas Martin reçoit par lettres patentes le consulat de Tunis.
- 1612 - 1705 : règne de la dynastie des beys mouradites
- 1665 (25 décembre) : le dey Moustapha signe un traité avec la France reconnaissant la prééminence du consul de France sur les autres diplomates européens et accordant aux Français la liberté de religion et le droit de faire du commerce dans toute la Tunisie.
- 1673 : Mourad II Bey intervient à Tripoli, car les habitants de la régence de Tripoli s'étaient révoltés contre l'autorité locale.
- 1699 (28 juin) : le cap Negro est concédé aux Français.
- 1705 (15 juillet) : Hussein Ben Ali est élu bey de Tunis. Il fonde alors la dynastie des Husseinites et instaure une monarchie placée sous la souveraineté des Ottomans.
- 1735 (4 septembre) : les troupes algériennes envahissent la Tunisie et écrase ses armées à Sminja. Les Algériens font le siège de Kairouan et décapitent Hussein Ben Ali.
- 1735 (7 septembre) : Ali Ier Pacha, neveu d'Hussein Ben Ali, lui succède sur le trône.
- 1756 (23 juin) : la cité du Kef est prise et pillée par les Algériens.
- 1756 (2 septembre) : les Algériens entrent dans Tunis, mettent la ville à sac, massacrent la population et pillent le consulat de France. Dès le 2 octobre, ils quittent Tunis, emportant avec eux Ali Ier Pacha qui est exécuté par strangulation dans le palais du dey d'Alger.
- 1756 (22 septembre) : Mohamed Rachid Bey monte sur le trône en remplacement d'Ali Ier Pacha.
- 1759 (12 février) : Ali II Bey remplace Mohamed Rachid Bey sur le trône.
- 1770 (22 juin) : une escadre française se présente à La Goulette alors que Bizerte et Sousse sont bombardées.
- 1770 (13 septembre) : Ali II Bey reconnaît que la Corse est française. Un traité de paix est négocié par le consul Barthélémy de Saizres. La Compagnie royale d'Afrique peut avoir à nouveau un comptoir et choisit l'île de La Galite au large de Tabarka.
- 1781 (21 juin) : le consul de France à Tunis, Monsieur du Rocher, signe avec Ali II Bey un acte qui donne le privilège exclusif de la pêche au corail dans toutes les mers de Tunisie à la France.
- 1811 (30 avril) : une révolte des janissaires est mâtée grâce à l'aide de Napoléon Ier et ce corps est dissous.
- 1814 (16 septembre) : Osman Bey, frère d'Hammouda Pacha, monte sur le trône mais meurt assassiné le 21 décembre à la suite d'une révolution de palais. Ses deux fils Sidi Salah et Sidi Ali sont décapités. Ce jour-là, sa femme met au monde le prince Mohammed qui restera enfermé au palais du Bardo jusqu'au 3 juin 1855.
- 1819 (21 septembre) : une escadre franco-anglaise signifie à Mahmoud Bey la fin de la course et de la traite des chrétiens.
- 1824 (29 mars) : Hussein II Bey monte sur le trône de Tunis.
- 1830 (8 août) : le bey de Tunis signe un traité avec la France abolissant l'esclavage et lui accordant la concession d'un emplacement à La Malga (au-dessus de Carthage) pour y construire une chapelle en mémoire de saint Louis.
- 1832 (24 octobre) : un nouveau traité avec la France lui accorde le droit perpétuel et exclusif de la pêche au corail sur le littoral moyennant une redevance de 13 400 piastres.
- 1837 (10 octobre) : Ahmed Ier Bey (1806-1855) succède à son père Moustapha Bey (1787-1837) sur le trône de la régence.
- 1845 (30 novembre) : le souverain est fait grand cordon de la Légion d'honneur.
- 1836 : Intervention française à La Goulette pour empêcher le débarquement de troupes ottomanes, renforçant l’influence française en Tunisie face à l’Empire ottoman.
- 1855 (30 mai) : Mohammed Bey (1811-1859) succède à Ahmed Ier Bey comme bey de Tunis.

## Époque contemporaine
- 1857 (10 septembre) : Mohammed Bey promulgue, sur le modèle ottoman, un « pacte fondamental » qui établit l'égalité de tous les Tunisiens devant la loi quelle que soit leur religion.
- 1859 (23 septembre) : Sadok Bey (1813-1882), succède à son frère ainé Mohammed Bey.
- 1861 (23 avril) : la Tunisie adopte sa première Constitution. Cette constitution assure aussi aux Européens et aux Juifs l'égalité des droits avec les musulmans, en particulier le droit de posséder des biens immobiliers. Une situation juridique nouvelle qui encourage les Européens à s'établir en Tunisie.
- Le Prince entame des travaux considérables, engendrant l'augmentation des impôts (Mejba) et un endettement considérable. Cela cree des tensions internes qui mèneront à la révolte de 1864, et des tensions externes, puisque les Consuls réclament le remboursement de la dette de l'État.
- 1862 (12 janvier) : le gouvernement tunisien fait construire un nouveau consulat sur la future avenue de la Marine inauguré par le souverain, en remplacement du Fondouk des Français.
- 1862 (26 juillet) : Traité franco-italien du 26 juillet 1862 (voir aussi : https://archive.org/stream/incidentduconsu00clungoog/incidentduconsu00clungoog_djvu.txt) : à développer.
- Dans les années qui suivent, il entame la réfection générale de Aqueduc de Zaghouan pour assurer l'alimentation en eau de la capitale. S'ensuivent la démolition des remparts de la Medina qui menacent de s'effondrer, et d'autres travaux considérables.
- 1864: Ali Ben Ghedhahem (1814-1867) prend la tête d'une insurrection, en opposition à l'augmentation fiscale. Les conséquences de cette révolte furent dramatiques puisque le déséquilibre des finances de l'état fut aggravé par les dépenses relatives aux opérations menées pendant la révolte. Il résulte de cette révolte un appauvrissement sévère de la population à la suite des pillages de tout bord.
- 1868 (8 septembre) : Traité Italo-Tunisien conclu le 8 septembre 1868 entre le gouvernement royal et le gouvernement beylical, et ce, pour une durée de 28 ans garantie aux italiens un certain nombre de privilèges : juridiction consulaire, écoles nationales et offices postaux nationaux, ainsi qu’obtention de concessions (voir chemin de fer de la Goulette à la Société de navigation génoise Rubattino).
- La population italienne passe de 2 000 à 10 000 entre 1866 et 1888.
- 1869 : La Tunisie est placée sous la tutelle d’une commission financière internationale présidée par la France, marquant le début de sa mise sous influence étrangère.
- 1875 (13 janvier) : le Collège Sadiki, qui deviendra le vivier du nationalisme tunisien, est fondé par Kheireddine Pacha.
- 1878 (13 juin-13 juillet) : lors du congrès de Berlin, le Royaume-Uni et l'Allemagne donnent carte blanche à la France en Tunisie.

### Protectorat français
- 1881 (6 avril) : le consul de France Théodore Roustan annonce à Sadok Bey que la France va intervenir en réaction aux incursions de tribus de Kroumirie en territoire algérien.
- 1881 (7 avril) : Sadok Bey décide d'envoyer deux colonnes en Kroumirie pour rétablir l'ordre, l'une commandée par le ministre de la guerre et l'autre par son frère Ali.
- 1881 (24 avril-31 mai) : la première phase de la campagne de Tunisie se traduit par la « pacification » de la Kroumirie et l'occupation des points stratégiques du nord-ouest du pays.
- 1881 (12 mai) : Le Bey doit accepter le 12 mai 1881 le Traité du Bardo, (Traité de garantie) qui établit le protectorat français. Il est signé par le général Bréart, le consul Théodore Roustan, Sadok Bey et le grand vizir Mustapha Ben Ismaïl. Il place le gouvernement beylical sous protectorat français. La France devient responsable de la défense et des relations extérieures placées sous la responsabilité du résident général.
- 1881 (13 mai) : Théodore Roustan est nommé ministre résident de France en Tunisie. Il deviendra résident général le 23 juin 1885.
- 1881 (9 juin) : un décret du bey nomme le résident général ministre des affaires étrangères et intermédiaire entre les deux gouvernements français et tunisien.
- 1881 (27 juin) : Soulèvement de la ville de Sfax.
- 1881 (15 juillet) : la flotte française déployée le long du littoral bombarde Sfax et prend la ville après dix jours de siège.
- 1881 (25 juillet) : la ville de Gabès est à son tour occupée de même que Djerba le 28 juillet.
- 1881 (11 septembre) : la ville de Sousse est prise par les troupes françaises.
- 1881 (10 octobre) : la capitale, Tunis, est finalement investie par les troupes françaises qui étaient demeurées cantonnées à l'extérieur de la cité. C'est le début de la conquête de la Tunisie par la France.
- 1881 (28 octobre) : des tirailleurs algériens pénètrent dans certaines mosquées de Kairouan qui deviennent accessibles aux non musulmans.
- 1881 (23 décembre) : fin des combats en Tunisie.
- 1882 : Ali ben Hussein Bey dit Ali III Bey (1817-1902) succède à son frère Mohammed el-Sadik Bey dit Sadok Bey .
- 1882 (28 février) : Paul Cambon remplace Théodore Roustan comme résident général.
- 1883 (6 mai) : création de la direction de l'enseignement confiée à Louis Machuel.
- 1883 (5 juin) : le traité du Bardo est complété par les conventions de La Marsa qui viennent préciser le rôle du Protectorat français. Ces conventions ont pour but, avec le rachat de la dette, de supprimer la commission financière internationale et de permettre l'abolition des capitulations, laissant le champ libre au gouvernement français dans la gestion du protectorat. Également pour faire face aux tensions franco-italiennes, car la Tunisie était liée à l'Italie depuis le Traité conclu le 8 septembre 1868
- 1884 (1er janvier) : suppression du tribunal consulaire anglais.
- 1884 (1er juillet) : suppression du tribunal consulaire italien.
- 1884 (2 octobre) : Paul Cambon obtient la dissolution de la commission financière internationale. Celle-ci est remplacée par une institution spécifiquement française, la direction générale des finances, qui commence à fonctionner le 13 octobre. L'inspecteur des finances, à la tête de cet organisme, a le rang de Ministre des finances du bey.
- 1885 (1er juillet) : création d'un cadastre en Tunisie, grâce à une loi immobilière qui permet l'immatriculation facultative et payante. (voir Droit immobilier tunisien)
- 1886 (29 juin) : création de l'État civil tunisien par décret beylical du 29 juin 1886 qui rend l'état civil laïc obligatoire pour les seuls européens.
- 1886 (28 octobre) : départ du Résident Général Paul Cambon qui est remplacé par Justin Massicault.
- 1887 (29 juillet) : premières lois permettant aux Tunisiens d’obtenir la nationalité française (voir aussi Affaire des naturalisés tunisiens)
- 1888 (31 janvier) : décret précisant les attributions des contrôleurs civils.
- 1889 (13 septembre) : Bernard Roy est nomme secrétaire général.
- 1889 (25 décembre) : premier numéro du journal La Dépêche tunisienne.
- 1890 (15 mai) : inauguration de la cathédrale de Carthage.
- 1890 (17 juillet) : les produits tunisiens peuvent être vendus en France en franchise de douane.
- 1891 (janvier) : ouverture de la première session de la Conférence Consultative chargée de donner son avis sur la politique fiscale du gouvernement. Elle ne comprend que des représentants français.
- 1891 (1er juillet) : la piastre ou Rial tunisien est remplacé par le franc tunisien.
- 1894 (21 décembre) : création des contrôles civils de Gabès, Gafsa et Kasserine.
- 1896 (18 mars) : réforme de la justice. L'ouzara est remplacé par une justice généralisée à l'ensemble du territoire et placée sous la direction d'un magistrat français qui prend le titre de Directeur de la Justice.
- 1896 (28 septembre) : conventions franco-italiennes visant la fin des hostilités franco-italiennes depuis la mise en place du Protectorat français en 1881, et la signature des traités italo-tunisien de 1862 et 1868.
- 1902 : décès de Ali III Bey. C'est son fils Hédi Bey (1855-1906) qui lui succède.
- 1905 (23 décembre) : création du mouvement "Les anciens de Sadiki" avec Ali Bach Hamba, Guellaty, Khairallah ben Mustapha et Nomane.
- 1906 (24 mars) : discours à Tunis de Bechir Sfar qui demande des réformes en faveur des Tunisiens.
- 1906 (26 avril) : Insurrection de Thala. Trois colons français sont tués ainsi qu'une dizaine d'assaillants. Trois Tunisiens seront condamnés à mort avant de voir leur peine commuée en travaux forcés à perpétuité.
- 1906 : Naceur Bey (1855-1922) succède à son cousin Hédi Bey.
- 1907 (7 février) : lancement du mouvement des Jeunes Tunisiens avec Béchir Sfar, Ali Bach Hamba, Abdelzelil Jaouche. Création de l'hebdomadaire "Le Tunisien".
- 1907 (20 mai) : création des Sociétés de Prévoyance Indigènes chargés d'avancer des prêts de semence et de combattre les prêts usuriers.
- 1907 (29 décembre) : Gabriel Alapetite est nommé Résident Général.
- 1908 (8 octobre) : Discours de Bechir Sfar au Congrès de l'Afrique du Nord. Il y réclame une politique agricole pour les Tunisiens.
- 1908 (28 décembre) : Modification de l'État civil par décret beylical concernant les seuls tunisiens.
- 1910 (11 avril) : convention de Tripoli qui fixe la frontière entre la Tunisie et la Tripolitaine.
- 1910 (3 octobre) : modification des lois de 1887 et 1899 sur le droit à la naturalisation française.
- 1911 (7 novembre) : émeutes du Djellaz. 3 Français, 5 Italiens tués, 21 policiers blessés, 35 émeutiers condamnés dont 7 à la peine de mort (cinq seront graciés). (voir Affaire du Djellaz)
- 1911 (13 décembre) : instauration de l'état de siège, étendu en 1914 et levé en 1921 (voir Mouvement national tunisien)
- 1912 (9 février) : Boycottage pendant un mois du tramway de Tunis à la suite de la mort d'un enfant qui a été renversé.
- 1912 (13 mars) : expulsion de Ali Bach Hamba et Guellaty. Sadok Zmerli et Chedly Darghoulh sont internés à Tataouine.
- 1915 (9 octobre) : violents combats dans le sud tunisien autour du poste de Oum Souigh. Parmi les victimes insurgées, Saïd ben Abdellatif, délégué à la Conférence Consultative et officier de la Légion d'Honneur.
- 1919 (15 juin) : publication de La Tunisie martyre dont l'auteur présumé est Abdelaziz Thâalbi.
- 1919 (15 juillet) : création du tiers colonial (majoration de 30 % des seuls salaires fonctionnaires français) qui renforce le Mouvement national tunisien dans sa lutte contre le Protectorat Français.
- 1919 (26 décembre) : Modification de l'État civil par décret beylical du 26 décembre 1919 rendant les déclarations de naissance obligatoires pour tous sur le territoire de la Régence.
- 1920 (6 juin) : Création du Parti libéral constitutionnel tunisien ou Destour, qui réclame le rétablissement de la Constitution de 1861.
- 1920 (6 juin) : départ pour Paris de la 1re délégation du Destour.
- 1920 (8 juin) : une délégation de 40 nationalistes rencontre le Bey Mohammed En-Naceur Naceur Bey avec l'appui de son fils Moncef Bey.
- 1920 (17 juin) : Tahar Ben Ammar rejoint la délégation à Paris.
- 1920 (28 juillet) : arrestation à Paris de Abdelaziz Thâalbi. Retour de la délégation qui n'a rien obtenu.
- 1920 (24 novembre) : Lucien Saint(1867-1938) est nommé Résident Général.
- 1920 (22 décembre) : retour à Paris de la délégation du Destour emmenée par Tahar ben Ammar. Ils sont reçus par le président du conseil, Georges Leygues.
- 1921 (29 mars) : levée de l'état de siège.
- 1921 (avril) : création du Parti Réformiste de Hassan Guellaty et Chadli Kastally.
- 1921 (26 avril) : création du Ministère de la Justice. Les tribunaux religieux sont supprimés. Si Tahar Kheireddine, fils de l'ancien premier ministre devient Ministre de la Justice.
- 1921 (29 avril) : Abdelaziz Thâalbi est libéré.
- 1921 (8 novembre) : Loi sur la nationalité. Tout Européen, autre qu'italien, né en Tunisie de parents eux-mêmes nés en Tunisie devient Français.
- 1922 (6 avril) : à la suite de la menace de Naceur Bey d'abdiquer si les propositions nationalistes ne sont pas étudiées, Lucien Saint fait encercler le Palais beylical par les Chasseurs d'Afrique et le fait changer d'avis.
- 1922 (27 avril) : voyage du président français Alexandre Millerand dans le cadre de sa mission en qualité de président du Conseil et ministre des Affaires étrangères.
- 1922 (10 juillet) : mort de Naceur Bey. C'est Mohamed El-Habib Bey dit Habib Bey qui lui succède.
- 1922 (14 juillet) : la Tunisie est divisée en caïdats et régions. Création du Grand Conseil.
- 1923 (août) : Abdelaziz Thâalbi quitte la Tunisie.
- 1924 (12 octobre) : création de la CGTT par Mohamed Ali.
- 1924 (novembre) : Une délégation du Destour emmenée par Ahmed es-Safi se déplace à Paris sans pouvoir rencontrer le Président du Conseil.
- 1925 (12 novembre) : ouverture du procès du "complot destouro-communiste" contre les syndicats tunisiens. Mohamed Ali est expulsé.
- 1925 (23 novembre) : érection de la statue du cardinal Lavigerie brandissant la croix face à la medina de Tunis.
- 1926 (26 janvier) : décrets "scélérats" de Lucien Saint limitant la liberté de la presse et le débat politique.
- 1928 (14 décembre) : début de la grève à l'Université de la Zitouna à la suite d'un décret durcissant les règles d'obtention de la fonction de notaire.
- 1929 (27 janvier) : fin de la grève à la Zitouna à la suite des promesses du gouvernement de réformer les enseignements.
- 1929 (11 février) : décès de Habib Bey. C'est Ahmed II Bey (1862-1942) qui lui succède.
- 1930 (7 mai) : début du Congrès Eucharistique qui durera quatre jours et sera perçu comme une provocation par les Tunisiens.
- 1932 (1er novembre) : premier numéro de l'Action Tunisienne dans lequel écrit Habib Bourguiba.
- 1933 (14 avril) : premières émeutes contre l'enterrement des Tunisiens naturalisés français.
- 1933 (6 mai) : décret édictant l'inhumation des naturalisés dans des enclos séparés.
- 1933 (10 mai) : élection de Habib Bourguiba, Mahmoud el Materi, Bahri Guiga et Tahar Sfar à la Commission Exécutive du Destour.
- 1933 (1er juin) : interdiction du Destour.
- 1933 (3 juin) : Peyrouton Résident Général.
- 1933 (5 juillet) : les Tunisiens ont accès à la fonction publique (maximum 35%).
- 1933 (9 septembre) : démission de Bourguiba de la Commission Exécutive.
- 1933 (octobre) : Peyrouton reçoit une délégation du Destour.
- 1934 (2 mars) : Bourguiba rompt avec la direction du Destour et fonde le parti nationaliste du Néo-Destour dans la ville de Ksar Hellal (Sahel tunisien).
- 1934 (3 septembre) : arrestation des Destouriens. Materi, M'hamed Bourguiba,Habib Bourguiba et Sadok Hamida El Ouerdani sont assignés à résidence à Bordj Leboeuf.
- 1935 (2 janvier) : arrestation de Tahar Sfar, Bahri Guiga, Salah ben Youssef, Mohieddine Klibi, Cheikh Karkar, Boukordagha.
- 1935 (3 septembre) : libération de M'hamed Bourguiba.
- 1935 (18 novembre) : la proportion maximum de fonctionnaires tunisiens est augmentée à 55%.
- 1936 (7 février) : parution d'un décret obligeant tous les fonctionnaires à parler arabe et français.
- 1936 (22 février) : début de la grève à la Zitouna contre le décret du 7 février.
- 1936 (avril) : Armand Guillon Résident Général.
- 1936 (23 avril) : transfert des dirigeants nationalistes vers Djerba et Gabès.
- 1936 (23 mai) : libération des dirigeants nationalistes.
- 1936 (28 mai) : fin de la grève à la Zitouna à la suite de l'abrogation du décret du 7 février.
- 1936 (juillet) : visite à Paris de Bourguiba accueilli par Hedi Nouira et Habib Thameur. Il rencontre Pierre Viénot, sous-secrétaire d'État aux Affaires étrangères.
- 1937 (23 janvier) : article virulent dans Le Colon français de R. Vénèque, porte-parole des colons français. Il y rend le résident général responsable du sang qui va couler.
- 1937 (25 février) : discours de Pierre Viénot qui donne raison au Néo-Destour, les intérêts des colons ne sont pas ceux de la France.
- 1937 (mars) : répression meurtrière d'une grève des mineurs à Metlaoui (19 morts).
- 1937 (8 juillet) : retour de Thaalbi en Tunisie.
- 1937 (août) : la tentative de réunification du Destour et du Néo-Destour échoue à cause de l'opposition de Bourguiba.
- 1937 (25 septembre) : à Mateur, une conférence de Thaalbi est saccagée par les sbires de Bourguiba. Un militant destourien est poignardé.
- 1937 (2 octobre) : visite à Paris de Bourguiba qui rencontre Albert Sarraut, ministre d'État chargé des Affaires nord-africaines.
- 1937 (6 octobre) : manifestation du Néo-Destour pour empêcher la tenue d'un meeting de Thaalbi. 1 mort.
- 1937 (2 novembre) : congrès du Néo-Destour.
- 1937 (20 novembre) : appel du Néo-Destour à la grève générale malgré l'opposition de Materi, Tahar Sfar, Bahri Guiga, du Destour et des syndicats.
- 1938 (6 janvier) : manifestation à Bizerte contre l'expulsion d'un syndicaliste algérien membre du Néo-Destour. Sept morts.
- 1938 (13 janvier) : démission de Mahmoud el Materi de la présidence du Néo-Destour pour protester contre la volonté de Bourguiba d'aller à l'affrontement.
- 1938 (3 avril) : arrestation de Ben Slimane et Youssef Rouissi.
- 1938 (6 avril) : arrestation de Salah ben Youssef, Hedi Nouira, Mahmoud Bourguiba et Noureddine Djeridi.
- 1938 (8 avril) : le Néo-Destour appelle à une grève générale : une grande manifestation conduite par Mongi Slim et Ali Belhouane se dirige vers le siège de la résidence générale. Devant une foule de 10 000 personnes, Belhouane harangue les manifestants : « Nous sommes venus aujourd'hui démontrer notre force [...] celle de la jeunesse qui ébranlera le colonialisme [...] Le parlement tunisien ne sera créé que par le martyre des militants et les sacrifices de la jeunesse... »
- 1938 (9 avril) : alors que Ali Belhouane est convoqué par le juge d'instruction, une foule se rassemble devant le Palais de justice. Des coups de feu éclatent. Des heurts sanglants se produisent et se soldent par 22 morts et près de 150 blessés. L'état de siège est proclamé à Tunis, Sousse et dans le cap Bon.
- 1938 (10 avril) : Habib Bourguiba et Mongi Slim sont arrêtés et traduits, avec le reste des dirigeants du Néo-Destour, devant le tribunal militaire pour complot contre la sûreté de l'État.
- 1938 (12 avril) : le Néo-Destour est dissous, ses locaux fermés, ses documents confisqués et la presse nationaliste suspendue. Les militants du Néo-Destour entrent alors dans la clandestinité.
- 1938 (août) : levée de l'état de siège.
- 1938 (octobre) : Éric Labonne résident général.
- 1939 (4 janvier) : Venue d'Édouard Daladier, président du conseil.
- 1940 (27 mai) : transfert de Bourguiba, de Téboursouk à Marseille.
- 1940 (juillet) : Jean-Pierre Esteva résident général.
- 1940 (22 août) : décret interdisant les associations et la franc-maçonnerie.
- 1940 (20 novembre) : lois anti-juives.
- 1941 (9 juin) : création de la cour d'appel de Tunis qui remplace celle d'Alger pour les affaires tunisiennes.
- 1942 (19 juin) : Moncef Bey, proche des nationalistes, succède à son cousin Ahmed II Bey.
- 1942 (8 août) : lettre de Bourguiba à Habib Thameur ordonnant aux nationalistes de s'engager avec les gaullistes.
- 1942 (10 août) : remise par Moncef Bey à Jean-Pierre Esteva d'un memorandum reprenant les demandes nationalistes.
- 1942 (12 octobre) : clash entre Esteva et Moncef Bey qui se plaint de l'absence de Tunisiens à des postes de responsabilité.
- 1942 (8 novembre) : débarquement anglo-américain en Algérie et au Maroc.
- 1942 (9 novembre) : atterrissage d'une centaine d'avions allemands à l'aéroport d'El Aouina près de Tunis.
- 1942 (19 novembre) : les troupes françaises de Tunisie qui se sont repliées bloquent l'armée allemande à Medjez-el-Bab.
- 1942 (9 décembre) : des soldats allemands se livrent à une rafle dans la Grande synagogue de Tunis : les hommes sont retenus pour le travail forcé alors que beaucoup de femmes et d'enfants sont maltraités par les soldats.
- 1942 (31 décembre) : Moncef Bey limoge son premier ministre et le remplace par M'hamed Chenik. Salah Farhat est ministre de la Justice, Mahmoud el Materi ministre de l'Intérieur, Mohamed Aziz Jellouli ministre de Habous.
- 1943 (25 février) : Bourguiba, libéré par les Allemands qui viennent de remporter la bataille de Kasserine

, arrive à Tunis.
- 1943 (7 mai) : les Alliés entrent dans Tunis.
- 1943 (11 mai) : Moncef Bey est déposé et exilé en Algérie.
- 1943 (13 mai) : fin de la bataille de Tunisie.
- 1943 (juin) : le général Charles Mast résident général.
- 1944 (1er octobre) : décès du cheikh Thaalbi.
- 1944 (30 octobre) : adoption de la Charte de la Tunisie par un Comité d'études et de réformes présidé par Tahar ben Ammar.
- 1945 (22 février) : adoption de la Charte par le Comité des Soixante qui le publie sous le nom de Manifeste du Front tunisien.
- 1945 (1er avril) : Bourguiba quitte clandestinement la Tunisie pour l'Égypte.
- 1946 (20 janvier) : l'Union générale tunisienne du travail, qui soutient le Néo-Destour, est fondée par Farhat Hached qui en devient secrétaire général.
- 1946 (23 août) : Nuit du Destin. Union des nationalistes tunisiens pour réclamer le retour de Moncef Bey et l'Indépendance.
- 1947 (21 février) : Jean Mons résident général.
- 1947 (11 avril) : assiégés, les « fellaghas de Zeramdine » sont tués par les gendarmes. Pendant quatre ans, ils avaient exécuté délateurs et collaborateurs.
- 1947 (19 juillet) : Nomination du ministère Kaak avec 6 ministres tunisiens et 6 ministres français.
- 1947 (5 août) : grève générale à Sfax menée par l'UGTT. L'armée intervient. 32 morts.
- 1947 (23 novembre) : refus de 41 membres (sur 52) de la section tunisienne du Grand Conseil d'examiner le budget en l'absence de réformes administratives.
- 1948 (février) : éviction de Bourguiba du Bureau du Maghreb arabe.
- 1948 (août) : éviction de Bourguiba du Comité de défense du Maghreb arabe.
- 1948 (septembre) : décès de Moncef Bey à Pau.
- 1948 (17 octobre) : congrès du Néo-Destour. Trois vice-présidents sont nommés pour affaiblir Bourguiba.
- 1949 (8 septembre) : retour de Bourguiba à Tunis.
- 1950 (1er juin) : Louis Périller Résident Général.
- 1950 (9 juin) : Robert Schumann, ministre des Affaires étrangères, déclare à Thionville que le résident a pour tâche de conduire la Tunisie vers « l'indépendance au sein de l'Union française. »
- 1950 (17 août) : constitution du ministère Chenik. Salah ben Youssef ministre de la Justice, Mahmoud el Materi ministre de l'Intérieur, Mohamed Badra ministre des Affaires sociales, Mohamed Saadallah ministre de l'Agriculture, Mohamed Salah Mzali ministre de l'industrie du Commerce et de l'artisanat, Mohamed ben Salem ministre de la Santé.
- 1950 (25 novembre) : grève d'ouvriers agricoles à Enfidaville. Huit ouvriers tués par la gendarmerie.
- 1951 (8 février) : Réformes: conseil des ministres présidé par le grand vizir, suppression du visa du Secrétaire Général, quotas de fonctionnaires tunisiens.
- 1951 (15 mai) : discours du Trône. Non soumis au résident pour approbation, il appelle à la création d'une assemblée élue.
- 1951 (31 octobre) : déplacement à Paris d'une délégation ministérielle emmenée par Chenik qui remet à Robert Schumann un mémoire sur les revendications tunisiennes.
- 1951 (15 décembre) : réponse de Robert Schumann au mémoire remis le 31 octobre. Il affirme le lien définitif qui lie la Tunisie à la France.
- 1952 (13 janvier) : arrivée du nouveau résident général de Hautecloque sur un navire de guerre. Salah ben Youssef et Hamadi Badra partent déposer une plainte à l'ONU contre la France.
- 1952 (18 janvier) : les principaux dirigeants communistes et néo-destouriens sont arrêtés, ce qui entraîne le début de la lutte armée contre le protectorat. Bourguiba est mis en résidence surveillée à l'hôtel de France à Tabarka.
- 1952 (22 janvier) : mort du colonel Durand à Sousse, poignardé alors qu'il tentait de raisonner les manifestants.
- 1952 (24 janvier) : Lamine Bey refuse de lancer un appel au calme tant que Bourguiba n'est pas libéré.
- 1952 (28 janvier) : début du ratissage du Cap Bon.
- 1952 (25 mars) : De Hautecloque exige de rencontrer le Bey en tête à tête. Refus du Bey qui le reçoit devant ses ministres.
- 1952 (26 mars) : arrestation des membres du gouvernement M'hamed Chenik (Chenik, Materi, Mzali, Ben Salem). Transfert de Bourguiba à Remada. Baccouche nommé 1er ministre. Hedi Nouira, refusant de faire partie du gouvernement, est arrêté.
- 1952 (14 avril) : refus de l'ONU d'inscrire la Tunisie à l'ordre du jour.
- 1952 (6 mai) : libération des ministres. Transfert de Bourguiba sur l'île de la Galite.
- 1952 (17 mai) : des bombes sont lancées sur les édifices représentant le protectorat à Sousse, Sfax, Djerba, Tunis, Matmata et Gafsa. Des écoliers manifestant pour l'indépendance sont arrêtés à Soliman et Nefta.
- 1952 (1er août) : le Bey réunit 40 représentants tunisiens de toutes tendances pour étudier les réformes proposées par de Hautecloque.
- 1952 (septembre) : le Bey refuse les réformes.
- 1952 (5 décembre) : le patron de l'Union générale tunisienne du travail, Farhat Hached, est assassiné par l'organisation terroriste de la Main rouge. Les services spéciaux français auraient joué un rôle dans cet acte.
- 1952 (17 décembre) : vote à l'ONU de la résolution 611 sur la Tunisie.
- 1952 (20 décembre) : le Bey signe les réformes.
- 1953 (2 mai) : assassinat de Chadli Kastalli par les néo-destouriens. Il voulait se présenter aux élections municipales.
- 1953 (3 mai) : élections municipales. Boycotts, attentats.
- 1953 (1er juillet) : le prince Azzedine, Bey du Camp (héritier du trône) est assassiné par le Néo-Destour.
- 1953 (8 août) : le conseiller municipal de Sfax Ahmed Belgaroui est assassiné par le Néo-Destour.
- 1953 (2 septembre) : Voizard résident général.
- 1953 (12 septembre) : Hedi Chaker du Néo-Destour est assassiné par la Main Rouge.
- 1954 (mars) : gouvernement Mzali avec Mohamed Saadallah (Habous), Dr Mohamed ben Salem (Santé), Tahar Lakhdar (Justice), Dr Mohamed Hajouj (Commerce et Artisanat), Abdelkader Belkhodja (Agriculture), Chadli ben Ramdhane (Travail), Noureddine Zaouche (Urbanisme, Habitat) et 4 Directeurs français (Finances, Travaux Publics, Enseignement, PTT). Plus de visa du secrétaire général. Création d'une Assemblée tunisienne élue pour 9 ans, renouvelable par tiers tous les 3 ans.
- 1954 (21 mai) : transfert de Bourguiba sur l'île de Groix.
- 1954 (24 mai) : deux notables tunisiens Ali et Tahar Haffouz de Pichon près de Kairouan sont assassinés par la Main rouge.
- 1954 (26 mai) : assassinat par les fellaghas des deux frères Bessède à Ebba Ksour et de trois membres de la famille Palombieri au Kef.
- 1954 (29 mai) : Mzali échappe à un attentat.
- 1954 (17 juin) : démission du gouvernement Mzali. Nomination de Mendès France à la présidence du Conseil.
- 1954 (13 juillet) : le premier médecin du bey, le docteur Abderrahmen Mami, connu pour son nationalisme, est assassiné par l'organisation terroriste de la Main rouge, supposée être le bras armé du contre-espionnage français.
- 1954 (17 juillet) : transfert de Bourguiba au château de La Ferté à Amilly près de Montargis.
- 1954 (31 juillet) : Pierre Mendès France annonce à Carthage l'octroi de l'autonomie interne à la Tunisie et la formation d'un gouvernement intérimaire. Le général Boyer de Latour est nommé Résident Général.
- 1954 (12 août) : Nomination au poste de Premier Ministre de Tahar Ben Ammar avec pour ministres Mongi Slim, Aziz Jelouli, Mohamed Masmoudi, Sadok Mokkadem, Ali Belhadj, Hedi Nouira, Tahar Zaouche, Chadli Rehaim, Naceur ben Saïd.
- 1954 (3 septembre) : la décision prise le 12 avril 1938 de dissoudre le Néo-Destour à la suite des événements du 9 avril 1938 est annulée.
- 1954 (13 septembre) : début des négociations à Paris entre les gouvernements français et tunisien pour définir l'accord d'autonomie interne.
- 1954 (décembre) : reddition de 2 514 fellaghas à l'appel du Néo-Destour.
- 1955 (17 avril) : le congrès du vieux Destour rejette les conventions.
- 1955 (3 mai) : signature des conventions franco-tunisiennes.
- 1955 (7 mai) : manifestation à Tunis de 15 000 Français en opposition aux conventions.
- 1955 (1er juin) : Habib Bourguiba rentre triomphalement à Tunis après trois ans d'emprisonnement. Le traité permettant l'accès du pays à l'autonomie interne est signé à Paris le 3 juin.
- 1955 (13 septembre) : retour de Salah Ben Youssef en Tunisie. Nomination de Roger Seydoux Haut Commissaire de France en Tunisie.
- 1955 (7 octobre) : discours de Salah Ben Youssef à la mosquée de la Zitouna où il attaque violemment les Conventions.
- 1955 (8 octobre) : Salah Ben Youssef est exclu du Néo-Destour.
- 1955 (15 octobre) : transfert aux caïds des pouvoirs des contrôleurs civils.
- 1955 (15 novembre) : ouverture du Congrès du néo-Destour qui approuve les Conventions et l'exclusion de Salah ben Youssef.
- 1955 (18 novembre) : meeting de Salah Ben Youssef à Tunis en présence d'un ministre égyptien.
- 1955 (28 novembre) : transfert de la police aux Tunisiens.
- 1955 (1er décembre) : assassinat du chauffeur de Salah Ben Youssef.
- 1955 (28 décembre) : convocation de l'Assemblée constituante.
- 1956 (28 janvier) : vague d'arrestations des Yousséfistes. Fuite de Salah Ben Youssef.
- 1956 (27 février) : ouverture des négociations pour l'Indépendance entre Guy Mollet et Tahar Ben Ammar, Bahi Laghdam, Mongi Slim et Mohamed Masmoudi.
- 1956 (mars) : assassinat de deux colons, les frères Thomassin par des yousséfistes.
- 1956 (9 mars) : manifestation des Français à Tunis.

### Indépendance
- 1956 (20 mars) : la Tunisie obtient son indépendance à la suite de l'abrogation du traité du Bardo et des conventions de La Marsa.
- 1956 (25 mars) : une assemblée constituante est élue. Elle commence la rédaction de la nouvelle Constitution.
- 1956 (8 avril) : lors de la première séance de l'assemblée constituante, élue le 25 mars, Habib Bourguiba est élu à sa présidence.
- 1956 (11 avril) : Habib Bourguiba, après consultation de ses équipiers, est nommé par décret beylical Premier ministre (président du Conseil) et cumule aussi les charges de ministre de la défense nationale et des affaires étrangères.
- 1956 (12 avril) : l'horaire de travail change en raison du ramadan et la séance unique est instaurée.
- 1956 (15 avril) : Habib Bourguiba annonce la formation de son gouvernement.
- 1956 (26 avril) : un décret charge le ministère des Finances d'administrer le domaine privé et le domaine d'État affecté à la couronne, ainsi que la liste civile du bey, jusque-là administrés par la résidence du Conseil. Il est également mis fin aux fonctions exercées par le fonctionnaire français qui était nommé « administrateur de la liste civile ».
- 1956 (3 mai) : deux décrets rétablissent et organisent les ministères des affaires étrangères et de la défense nationale.
- 1956 (31 mai) : tous les « privilèges, exonérations ou immunités de quelque nature que ce soit » reconnus aux membres de la famille beylicale sont abolis. Tout bien ayant le caractère de habous public est intégré dans le domaine d'État et pris en charge par le service des domaines.
- 1956 (7 juin) : les conditions de fonctionnement de l'assemblée constituante sont fixées.
- 1956 (21 juin) : le territoire du royaume est découpé en 14 gouvernorats ayant à leur tête des gouverneurs assistés de secrétaires généraux, chaque région coiffant plusieurs délégations, en remplacement des caïdats et des khalifats.
- 1956 (13 août) : le Code du statut personnel, améliorant le statut des femmes tunisiennes, est promulgué par le Premier ministre Habib Bourguiba.
- 1956 (17 août) : deux bus sont incendiés par des fellagas.
- 1956 (22 octobre) : manifestations dans toute la Tunisie à la suite de l'interception de l'avion transportant les chefs du FLN.
- 1956 (12 novembre) : la Tunisie est officiellement reconnue comme membre de l'Organisation des Nations unies.
- 1957 (14 mars) : les femmes se voient octroyer le droit de vote et le droit de se porter candidate aux élections.
- 1957 (17 mai) : Ali Belhouane est investi en qualité de maire de Tunis.
- 1957 (15 juillet) : la garde beylicale est remplacée par l'armée tunisienne qui retient le bey prisonnier, ainsi que son entourage, puisque personne ne peut plus entrer ou sortir librement du palais beylical de Carthage.
- 1957 (18 juillet) : Slaheddine Bey, fils cadet de Lamine Bey, est arrêté et transféré à la prison civile pour « coup et blessures contre un inspecteur de police qui surveillait le palais ».
- 1957 (23 juillet) : le palais beylical est encerclé et verrouillé et le téléphone coupé.

#### Présidence Bourguiba
- 1957 (25 juillet) : l'assemblée constituante vote l'abolition de la monarchie beylicale, au pouvoir depuis 1705, et proclame la république. Elle élit Habib Bourguiba, Premier ministre sortant, aux fonctions de président de la République. Une délégation de l'assemblée constituante, composée de Jallouli Farès, Ali Belhouane et Driss Guiga vient signifier à Lamine Bey sa déposition.
- 1957 (17 août) : loi sur les biens mal acquis visant les membres des gouvernements Baccouche et Mzali.
- 1957 (9 octobre) : dissolution de la Chambre d'Agriculture présidée par Tahar ben Ammar.
- 1958 (8 février) : l'aviation française bombarde le village de Sakiet Sidi Youssef, qui abritait un camp du FLN, tuant des dizaines d'habitants.
- 1958 (6 mars) : arrestation de Tahar ben Ammar qui sera libéré le 25 juillet.
- 1958 (17 juin) : les derniers soldats français stationnés au sud du pays évacuent leurs bases.
- 1958 (24 juin) : arrestation des ministres des gouvernements Baccouche et Mzali.
- 1958 (8 septembre) : procès de Tahar ben Ammar. Bechir ben Yahmed, directeur du journal L'Action se désolidarise du procès. Il doit quitter le journal. Mohamed Masmoudi qui le soutient doit démissionner.
- 1958 (18 octobre) : le dinar tunisien remplace le franc tunisien en vigueur avant l'indépendance.
- 1959 (1er juin) : la Constitution républicaine, instaurant un régime présidentiel, est promulguée.
- 1959 (17 juin) : la France et la Tunisie signent un accord garantissant le retrait des troupes françaises de tout le territoire tunisien à l'exception de la base navale de Bizerte.
- 1959 (3 octobre) : procès des youssefistes. 123 condamnations dont 8 à exécutions.
- 1961 (27 février) : lors d'une rencontre à Rambouillet, Habib Bourguiba presse le président Charles de Gaulle de restituer la base de Bizerte. Ce dernier le tempère en évoquant des négociations.
- 1961 (23 juillet) : un cessez-le-feu est signé à la suite des violents affrontements survenus entre l'armée française et la population de Bizerte qui font, selon les estimations, entre 600 et 2 000 morts côté tunisien.
- 1961 (12 août) : Salah Ben Youssef, principal opposant à Habib Bourguiba, est assassiné à Francfort (Allemagne).
- 1962 (2 avril) : Bourguiba épouse Wassila ben Ammar.
- 1962 (20 décembre) : une conspiration yousséfiste est découverte contre Habib Bourguiba. Ses exécutants sont arrêtés puis jugés devant le Tribunal militaire. Condamnés, la majorité d'entre eux sont fusillés.
- 1963 (15 octobre) : les troupes françaises évacuent Bizerte qui constituait leur dernière base dans le pays.
- 1964 (12 mai) : les terres appartenant aux colons français sont nationalisées.
- 1964 (19 octobre) : Le 7e congrès du Néo-Destour s'ouvre à Bizerte. Il adopte alors le socialisme comme doctrine et prend le nom de Parti socialiste destourien le 22 octobre.
- 1965 (3 mars) : à Jéricho, Bourguiba conseille aux Palestiniens de s'entendre avec les Israéliens.
- 1966 (31 mai) : la télévision tunisienne est officiellement lancée.
- 1966 (10 juin) : amnistie de Mzali.
- 1967 (5 janvier) : l'Assemblée nationale adopte une loi organique portant sur la collectivisation.
- 1969 (3 août) : Habib Bourguiba refuse de signer le décret-loi généralisant les coopératives. Émeutes dans le Sahel tunisien contre la politique de collectivisation des terres, contribuant à la fin de l’expérience socialiste.
- 1969 (8 septembre) : le président Habib Bourguiba met fin à l'expérience socialiste en limogeant Ahmed Ben Salah du secrétariat d'État chargé de la planification et de l'économie nationale.
- 1969 (25-28 septembre) : d'importantes inondations font plus de 400 morts et occasionnent d'importants dégâts matériels. Les villages de Chebika, Tamerza et Midès, dans le sud-ouest du pays, sont ravagés et définitivement évacués par leur population.
- 1970 (23 mai) : l'ancien ministre Ahmed Ben Salah est condamné à dix ans de travaux forcés pour haute trahison.
- 1970 (6 novembre) : Hédi Nouira succède à Bahi Ladgham au poste de Premier ministre.
- 1972 (février) : Soulèvements étudiants à Tunis, reflétant les tensions sociales et politiques face à la montée de l'autoritarisme du régime de Habib Bourguiba.
- 1972 (15 décembre) : lors de la deuxième visite du leader libyen Mouammar Kadhafi à Tunis se produit l'incident du Palmarium. Face aux pressions de Kadhafi en faveur de l'unité arabe, Habib Bourguiba lui répond par l'exaltation de la nation tunisienne.
- 1973 (12 mai) : lors d'un sommet organisé au Kef, le président algérien Houari Boumédiène propose la constitution d'une union tuniso-algérienne. Habib Bourguiba décline cette proposition et avance le développement de la coopération économique entre les deux pays.
- 1974 (12 janvier) : Habib Bourguiba et Mouammar Kadhafi décident la fusion de leurs deux pays. Cette union n'est pas mise en œuvre en raison des réticences internes et externes.
- 1975 (18 mars) : après un amendement à la Constitution, Habib Bourguiba se fait proclamer président à vie par l'Assemblée nationale.
- 1977 (19 janvier) : un pacte social est signé entre le gouvernement Nouira et l'Union générale tunisienne du travail.
- 1977 (7 mai) : la Ligue tunisienne des droits de l'homme, la première du genre en Afrique, est autorisée à exercer ses activités.
- 1977 (10 octobre) : des émeutes ouvrières éclatent à Ksar Hellal. Elles sont réprimées par la police et l'armée sans toutefois faire de victimes.
- 1977 (26 novembre) : lors de la conférence des gouverneurs tenue à Jendouba, ces derniers font part de leur désir de réformes politiques. Le pouvoir central, en proie aux dissensions, ne donne pas suite à cet appel.
- 1978 (26 janvier) : des émeutes, connues sous le nom de Jeudi noir, ont lieu à Tunis à la suite d'une grève générale lancée par l'Union générale tunisienne du travail. Elles font officiellement 52 morts et 365 blessés (200 selon d'autres sources). L'état d'urgence est instauré.
- 1979 (12 juin) : à la suite des accords de Camp David entre Israël et l'Égypte, la Ligue arabe installe son siège à Tunis.
- 1980 (26 janvier) : une tentative de coup d'État organisée par la Libye et l'Algérie est lancée. Elle échoue après huit jours de combats.
- 1980 (24 avril) : Mohamed Mzali prend la direction du gouvernement à la suite de l'attaque cérébrale dont est victime Hédi Nouira.
- 1980 (22 octobre) : la reine Élisabeth II et le duc d'Édimbourg rendent hommage aux soldats alliés tués durant la campagne de Tunisie au cours du deuxième jour de leur visite d'État.
- 1981 (18 janvier) : le Parti communiste tunisien, interdit en janvier 1963, est à nouveau autorisé à exercer ses activités.
- 1981 (juin) : Création du Mouvement de la tendance islamique (MTI), précurseur du parti Ennahdha, marquant l’émergence d’un courant islamiste en Tunisie.
- 1981 (11 août) : les premières élections législatives pluralistes de l'histoire du pays se déroulent mais, face à la crainte d'une victoire de l'opposition, le président Bourguiba « ordonne » un résultat plébiscitaire pour le Parti socialiste destourien.
- 1982 (28 août) : environ 1 100 combattants palestiniens débarquent à Bizerte, en provenance de Beyrouth, après un voyage de six jours à bord du vaisseau chypriote Sol Phryne. Ils reçoivent un accueil enthousiaste de la population locale.
- 1983 (27 décembre)-1984 (6 janvier) : Des émeutes, provoquées par le doublement des prix du pain et des produits céréaliers, éclatent à travers le pays. Le gouvernement déclare l'état d'urgence le 3 janvier, impose un couvre-feu alors que les émeutes touchent Tunis et Sfax, ferme les écoles, interdit tout rassemblement de plus de trois personnes puis positionne des tanks dans les rues de la capitale. Au terme des émeutes, l'augmentation des prix ayant été annulée, le bilan est officiellement de 70 morts. Un rapport gouvernemental, publié en avril, dénonce la négligence et la corruption des patrons de la sécurité nationale et accuse le ministre Driss Guiga, démis après les émeutes, d'avoir exploité les violences à des fins politiques.
- 1985 (1er octobre) : un raid de l'armée de l'air israélienne, connu sous le nom de code Opération Jambe de bois, a lieu contre le quartier-général de l'Organisation de libération de la Palestine à Hammam Chott (au sud de Tunis).
- 1986 (8 juillet) : Rachid Sfar est nommé Premier ministre pour juguler la crise économique que traverse le pays.
- 1986 (novembre) : Lors des élections législatives, le Parti socialiste destourien remporte la totalité des 125 sièges à la Chambre des députés (Tunisie), consolidant le régime de parti unique.
- 1987 (26 mars) : le gouvernement rompt ses relations diplomatiques avec l'Iran à la suite de tentatives de diplomates iraniens de recruter des extrémistes tunisiens à l'étranger. Elles ne seront rétablies que le 24 septembre 1990.
- 1987 (20 avril) : l'ancien Premier ministre Mohamed Mzali est condamné par contumace à 15 ans de travaux forcés et à la mise sous séquestre de ses biens.
- 1987 (2 août) : des explosions ont lieu dans quatre hôtels de Monastir et de la région de Sousse. Ils font 13 blessés dont sept Italiens, quatre Britanniques et deux Allemands. L'Organisation du Jihad islamique revendique, le 10 août, la responsabilité des attentats.
- 1987 (2 octobre) : Zine el-Abidine Ben Ali est nommé Premier ministre.
- 1987 (8 octobre) : deux des sept islamistes condamnés à mort le 27 septembre pour « atteinte à la sécurité de l'État » sont pendus à Tunis. Les cinq autres sont condamnés par contumace.

#### Présidence Ben Ali
- 1987 (7 novembre) : le Premier ministre Zine el-Abidine Ben Ali dépose le président Habib Bourguiba qui est jugé dans l'incapacité d'assumer ses fonctions.
- 1987 (25 décembre) : la Chambre des députés adopte deux projets de loi mettant fin à la Cour de sûreté de l'État et à la fonction de procureur général de la République.
- 1988 (23 janvier) : le gouvernement annonce la reprise de ses relations diplomatiques avec l'Égypte après une rupture de huit ans consécutive à la signature des accords de Camp David.
- 1988 (27 février) : le Parti socialiste destourien se transforme en Rassemblement constitutionnel démocratique.
- 1988 (18 mars) : les amendes prononcées par jugement contre les médias des partis d'opposition pour infraction au Code de la presse sont amnistiées.
- 1988 (30 avril) : le président Zine el-Abidine Ben Ali décide de gracier l'ancien ministre de l'économie nationale Ahmed Ben Salah. Il gracie également, le 14 mai, le président du Mouvement de la tendance islamique, Rached Ghannouchi, que la Cour de sûreté de l'État avait condamné le 27 septembre 1987 aux travaux forcés à perpétuité.
- 1988 (25 juillet) : une révision de la Constitution supprime la présidence à vie et limite le nombre de mandats à trois, chacun d'une durée de cinq ans.
- 1988 (7 novembre) : le Pacte national est signé entre le pouvoir et les principales forces politiques à l'exception des islamistes.
- 1989 (2 avril) : à l’élection présidentielle, Zine el-Abidine Ben Ali (seul candidat en lice) est élu président avec 99,27 % des voix.
- 1989 (27 juin) : la Chambre des députés vote une loi d'amnistie générale qui permet à 5 416 personnes, condamnées de l'aube de l'indépendance au 7 novembre 1987 pour raisons politiques ou syndicales, de recouvrer leurs droits civiques et politiques.
- 1990 (13 janvier) : des étudiants de la faculté des lettres de Kairouan mettent à sac et incendient un poste de la police chargée de la « sécurité universitaire ».
- 1990 (31 octobre) : le siège de la Ligue arabe, situé à Tunis depuis 1979, est officiellement ramené au Caire.
- 1991 (printemps) : Arrestation de milliers de membres du mouvement Ennahdha, marquant une répression accrue des islamistes sous le régime de Zine el-Abidine Ben Ali.
- 1991 (19 septembre) : deux pirates de l'air tunisiens tentent de détourner sur Alger un DC-9 d'Alitalia assurant la liaison entre Rome et Tunis. L'avion, qui transporte 130 passagers et 7 membres d'équipage, se pose finalement à Tunis comme prévu.
- 1991 (9 octobre) : trois intégristes condamnés à mort en juin, et dont la grâce est rejetée par le président Zine el-Abidine Ben Ali, sont pendus à la prison civile de Tunis.
- 1992 (5 mars) : le président Zine el-Abidine Ben Ali élève au niveau d'un ministère le secrétariat d'État aux affaires religieuses.
- 1992 (30 juillet) : le gouvernement soudanais rompt ses relations diplomatiques avec la Tunisie qui l'accuse de soutenir des activités islamistes sur son territoire.
- 1992 (28 août) : 35 membres du mouvement Ennahdha sont condamnés à la prison à vie dont le chef du mouvement Rached Ghannouchi.
- 1993 (12 juillet) : une loi érige la mère en chef de famille avec le droit de représenter ses enfants dans une série d'actes juridiques de la vie quotidienne. Une Tunisienne mariée à un étranger peut désormais transmettre automatiquement sa nationalité à ses enfants même si ces derniers sont nés à l'étranger.
- 1993 (23 décembre) : les députés adoptent un amendement du Code électoral pour permettre aux représentants de l'opposition de faire leur entrée à la Chambre des députés.
- 1994 (20 mars) : lors des élections générales, Ben Ali est réélu pour un second mandat avec 99,91 % des voix. Son parti, le Rassemblement constitutionnel démocratique, remporte 144 sièges à la Chambre des députés. l'amendement du Code électoral permet à l'opposition d'occuper pour la première fois 19 sièges sur 163.
- 1994 (20 mars) : le président Zine el-Abidine Ben Ali annonce la création de Canal 21, la télévision des jeunes, qui commence à émettre le 7 novembre.
- 1995 (11 février) : Six gardes nationaux sont tués par un commando du Groupe islamique armé algérien au poste frontière de Tamerza. Selon le gouvernement, il ne s'agirait en fait que d'un « banal accident de la route ».
- 1995 (11 juillet) : le chef de l'Organisation de libération de la Palestine, Yasser Arafat, quitte le pays après un séjour de 12 ans.
- 1995 (20 mars) : le président Zine el-Abidine Ben Ali annonce la création de Radio Jeunes qui commence ses émissions le 7 novembre.
- 1996 (14 avril) : le pape Jean-Paul II effectue une visite-éclair de 10 heures à Tunis.
- 1998 (11 février) : le vice-président de la Ligue tunisienne des droits de l'homme, Khemaïs Ksila, est condamné à trois ans de prison.
- 1998 (1er mars) : l'accord d'association avec l'Union européenne, signé le 17 juillet 1995 et qui doit mener la Tunisie à une complète libéralisation économique d'ici 2008, entre en vigueur après sa ratification par la Belgique (dernier pays européen à parapher le texte).
- 1998 (2 juin) : la Cour criminelle de Tunis condamne à une peine de 20 ans de prison chacun des deux meurtriers tunisiens de l'ancien vice-Premier ministre socialiste belge André Cools (assassiné le 18 juillet 1991 en Belgique).
- 1999 (24 octobre) : le président Zine el-Abidine Ben Ali et pour la première fois deux autres candidats, Mohamed Belhaj Amor et Abderrahmane Tlili, se présentent à la présidentielle. Le président sortant est réélu avec 99,44 % et le Rassemblement constitutionnel démocratique remporte 91,6 % aux législatives.
- 2000 (21 janvier) : plusieurs centaines de personnes rendent hommage, à la cathédrale de Tunis et en présence de représentants du gouvernement et de personnalités politiques italiennes, à l'ancien chef du gouvernement italien Bettino Craxi décédé le 19 janvier. Il est enterré dans le petit cimetière chrétien d'Hammamet où il vivait en exil depuis 1994.
- 2000 (3 avril) : le journaliste Taoufik Ben Brik entame une grève de la faim pour protester contre la confiscation de son passeport et le harcèlement dont il est la cible. Il ne l'interrompt que le 4 mai.
- 2000 (6 avril) : l'ancien président Habib Bourguiba meurt à son domicile de Monastir à l'âge de 96 ans. Le président Zine el-Abidine Ben Ali proclame un deuil national de 7 jours. Ses funérailles ont lieu le 8 avril à Monastir.
- 2000 (23 mai) : l'ancien rédacteur de l'édition arabe du Monde diplomatique Riad Ben Fadhel est grièvement blessé par balles à Carthage.
- 2001 (12 février) : la justice annule les actes du congrès de la Ligue tunisienne des droits de l'homme.
- 2002 (11 avril) : un camion-citerne de gaz naturel bourré d'explosifs saute devant de la synagogue de la Ghriba et tue 21 personnes (14 Allemands, 5 Tunisiens et 2 Français). 30 personnes sont blessées.
- 2002 (7 mai) : un Boeing 737 de la compagnie EgyptAir en provenance du Caire s'écrase près de l'aéroport international de Tunis-Carthage. 15 des 64 personnes qui se trouvent à bord meurent.
- 2002 (26 mai) : le premier référendum de l'histoire du pays a lieu sur une série de modifications constitutionnelles officiellement approuvées à 99,52 %. La limite du nombre de mandats présidentiels est supprimée, l'âge maximal pour se porter candidat allongé et une immunité permanente accordée au chef de l'État pour tout acte lié à ses obligations professionnelles.
- 2003 (7 novembre) : le président Zine el-Abidine Ben Ali annonce l'ouverture de l'espace audiovisuel aux radios et télévisions du secteur privé.
- 2004 (24 octobre) : trois opposants, Mohamed Bouchiha, Mohamed Ali Halouani et Mounir Béji, se présentent à l'élection présidentielle boycottée par les autres partis de l'opposition. Le président Zine el-Abidine Ben Ali est officiellement réélu pour un quatrième mandat avec 94,49 % des voix. La Chambre des députés est désormais composée de 189 députés au lieu de 182.
- 2005 (27 mai) : le président Zine el-Abidine Ben Ali annonce l'abrogation de la procédure du dépôt légal pour les organes de presse et les sanctions qui découlent de sa violation.
- 2005 (6 août) : un ATR 72 de la société Tuninter, filiale de Tunisair, avec 39 personnes à bord est contraint d'amerrir au large de Palerme. L'accident fait 16 morts et 3 disparus. L'appareil assurait un vol entre Bari (Italie) et Djerba.
- 2005 (16-18 novembre) : La Tunisie accueille la deuxième phase du Sommet mondial sur la société de l'information organisé par l'Organisation des Nations unies.
- 2006 (20 mars) : la Tunisie célèbre le 50e anniversaire de son indépendance.
- 2006 (25 octobre) : le gouvernement annonce la fermeture de son ambassade au Qatar « à la suite de la campagne hostile à la Tunisie menée par la chaîne qatarie Al Jazeera ».
- 2006 (7 novembre) : le gouvernement annonce la séparation des radios et télévisions publiques et la création de deux établissements publics en lieu et place de l'ERTT.
- 2007 (3 janvier) : 12 personnes, membre d'un « groupe de dangereux criminels », sont abattues par les forces de sécurité à Soliman. Cet incident fait suite à un premier échange de coup de feu survenu dans la nuit du 23 décembre entre les forces de l'ordre et ce même groupe.
- 2009 (25 octobre) : l'élection présidentielle voit le président Ben Ali réélu avec 89,62 % des voix, contre 5,01 % pour Mohamed Bouchiha, 3,80 % pour Ahmed Inoubli et 1,57 % pour Ahmed Brahim. La participation se monte officiellement à 89,40 %.
- 2011 (14 janvier) : après un mois de protestations, marquées par la mort de plusieurs dizaines de civils, le président Zine el-Abidine Ben Ali quitte le pays pour l'Arabie saoudite. Le Premier ministre Mohamed Ghannouchi devient le président à titre intérimaire.

#### Transition
- 2011 (15 janvier) : le président de la Chambre des députés Fouad Mebazaa devient officiellement le président intérimaire à la suite d'une décision du Conseil constitutionnel. Il demande au Premier ministre Mohamed Ghannouchi de former un gouvernement d'union nationale.
- 2011 (17 janvier) : Mohamed Ghannouchi nomme un gouvernement d'union nationale.
- 2011 (4 février) : Sahbi Karoui, membre du Rassemblement constitutionnel démocratique, devient président de la Chambre des députés par intérim à l'occasion de sa première réunion depuis le départ de Ben Ali.
- 2011 (27 février) : Mohamed Ghannouchi démissionne de ses fonctions à la suite de manifestations. Béji Caïd Essebsi est nommé Premier ministre.
- 2011 (3 mars) : le président de la République par intérim, Fouad Mebazaa, annonce l'élection d'une assemblée constituante prévue pour le 24 juillet 2011.
- 2011 (7 mars) : le Premier ministre Béji Caïd Essebsi nomme un nouveau gouvernement.
- 2011 (8 juin) : le Premier ministre Béji Caïd Essebsi confirme l'élection de l'assemblée constituante pour le 23 octobre 2011.
- 2011 (1er octobre) : la campagne électorale pour l'élection de l'assemblée constituante est lancée.
- 2011 (23 octobre) : l'élection de l'assemblée constituante se tient après trois jours de vote par les Tunisiens de l'étranger.
- 2011 (12 décembre) : Moncef Marzouki est élu au poste de président de la République tunisienne.
- 2011 (14 décembre) : Hamadi Jebali est nommé au poste de chef du gouvernement.

#### Présidence de Béji Caïd Essebsi
- 2014 (31 décembre) : Béji Caïd Essebsi est investi en tant que président de la République tunisienne après sa victoire lors du second tour de l'élection présidentielle face au candidat sortant Moncef Marzouki.

#### Présidance de Kaïs Saïed
- 2019 (23 octobre) : Kaïs Saïed est investi en tant que président de la République tunisienne après sa victoire lors du second tour de l'élection présidentielle face au candidat sortant Nabil Karoui